# Jack Rankin
Jack Michael Rankin (né le 19 août 1992) est un homme politique du Parti conservateur britannique qui est député de Windsor depuis 2024. Avant d’être élu, il travaille comme professionnel des marchés de l’énergie, et le négoce de matières premières et la finance d’entreprise. Il est conseiller au conseil municipal de Windsor et Maidenhead entre 2015 et 2019.

## Jeunesse
Rankin est né à Ashton-under-Lyne en 1992. Il fait ses études à la West Hill School, un établissement d'enseignement général d'État à Stalybridge, puis à l'Université de Warwick, où il étudie les mathématiques et la physique, et obtient un BSc, MMathPhys en 2014.;

## Carrière
En 2014, Rankin commence à travailler pour Centrica, à leur siège social à Windsor, dans le Berkshire. Il travaille sur le négoce de matières premières à long terme et sur les fusions et acquisitions dans le secteur de l’énergie. Il rejoint Pexapark en 2022.
Rankin est élu conseiller du quartier de Castle Without couvrant le centre de Windsor lors des élections du conseil municipal de Windsor et Maidenhead de 2015.
Rankin se présente à Ashton-under-Lyne lors des élections générales de 2017,, arrivant deuxième avec 32,0 % des voix derrière la députée travailliste sortante Angela Rayner.
Il est sélectionné pour le siège marginal de Warwick et Leamington pour l'élection générale de 2019. Il arrive deuxième, perdant par 789 voix,.
Rankin est ensuite choisi comme candidat pour Windsor en septembre 2023. Il est élu député de Windsor aux élections générales de 2024, remportant 36,4 % des voix et une majorité de 6 457 voix.